# فرانك سيلفر
فرانك سيلفر (بالإنجليزية: Frank Silver)‏ هو كاتب أغاني وملحن أمريكي، ولد في 1892، وتوفي في 1960.

## وصلات خارجية
- فرانك سيلفر على موقع IMDb (الإنجليزية)
- فرانك سيلفر على موقع ميوزك برينز (الإنجليزية)
- فرانك سيلفر على موقع ديسكوغز (الإنجليزية)